# Erythrogonia ladonia
Erythrogonia ladonia är en insektsart som beskrevs av Medler 1963. Erythrogonia ladonia ingår i släktet Erythrogonia och familjen dvärgstritar. Inga underarter finns listade i Catalogue of Life.